# La Main rouge (série télévisée)
Pour les articles homonymes, voir La Main rouge.
La Main rouge (The Red Hand Gang, littéralement « le Gang de la main rouge ») est une série télévisée américaine en douze épisodes de 25 minutes, créée par Charles R. Rondeau et diffusée du 10 septembre au 26 novembre 1977 sur le réseau NBC.
En France, la série a été diffusée à partir du 16 avril 1980 sur TF1 dans l'émission Les Visiteurs du mercredi.

## Synopsis
Une bande de cinq détectives en herbe (quatre garçons et une fille et le chien Boomer) s'est donnée comme surnom « le Gang de la main rouge » car ils laissent sur leur passage, sur des barrières, l'empreinte rouge de leur main gauche, signe qu'ils sont passés par là. Les jeunes amis résolvent des mystères permettant l'arrestation de méchants bandits, de ravisseurs ou de voleurs de bijoux ...

## Fiche technique
- Titre original : The Red Hand Gang
- Titre français : La Main rouge
- Réalisateur : Charles R. Rondeau, William P. D'Angelo
- Scénaristes : Harvey Bullock, R.S. Allen, Roy Irvings, Guy Elmes
- Musique : Arthur B. Rubinstein, Glen Glenn
- Production : Ray Allen, Harvey Bullock, Karen Carhart, William P. D'Angelo
- Sociétés de production : D'Angelo-Bullock-Allen Productions
- Pays d'origine : États-Unis
- Langue : anglais
- Nombre d'épisodes : 12 (1 saison)
- Durée : 25 minutes

## Distribution
- Matthew Laborteaux (VF : Francette Vernillat) : Frankie
- James Bond III (VF : Thierry Bourdon) : Doc
- Johnny Brogna (VF : Maryse Meryl) : Lil Bill
- J.R. Miller (VF : Vincent Ropion) : J.R.
- Jolie Newman (VF : Marie-Françoise Sillière) : Joanne
- Robert Ahlers (VF : Georges Atlas) : Johnny

En VF, Yves-Marie Maurin et Monique Thierry font les voix additionnelles.

## Épisodes
1. Un visage à la fenêtre
2. La Cachette effrayante
3. La quête
4. Sauve qui peut
5. Le Bateau mystérieux
6. L’homme masqué
7. Les Bijoux disparus
8. Recherche et sauvetage
9. La Grande Idée
10. L’indice sur la photo
11. Affaire de singe
12. Le canyon du diable

## Autour de la série
- Le chien, Boomer, aura plus tard sa propre série, Boomer.
- À remarquer, dans le rôle du chef de la bande, le jeune Matthew Laborteaux qui tiendra, à partir de l'année suivante, le rôle d'Albert Ingalls dans La Petite Maison dans la prairie, puis le rôle de Richie Adler dans Les Petits Génies.

## DVD
Cette série est sortie en DVD en 2008 en Grande Bretagne (où la série a été diffusée de très nombreuses fois et y est plus connue qu'aux États-Unis), et en 2009 aux États-Unis.
L'intégrale des 12 épisodes de la série est sortie en France en édition DVD le 6 novembre 2024, en version française uniquement pour 8 épisodes et 4 en vost uniquement , cela concerne les épisodes 2,3, 4 et 5 (la VF ayant été perdue) , dans la collection Télé Nostalgie (distribuée par LCJ Editions & Productions).